# Liste der Naturdenkmale in Marxzell
| Naturdenkmale | Anzahl |
| ------------- | ------ |
| FND           | 0      |
| END           | 7      |
| Gesamt        | 7      |

Die Liste der Naturdenkmale in Marxzell nennt die verordneten Naturdenkmale (ND) der im baden-württembergischen Landkreis Karlsruhe liegenden Gemeinde Marxzell. In Marxzell gibt es insgesamt sieben als Naturdenkmal geschützte Objekte, keines ist ein flächenhaftes Naturdenkmal (FND), alle sind Einzelgebilde-Naturdenkmale (END).
Stand: 1. November 2016.

## Einzelgebilde (END)
| Name                                                    | Bild | Kennung     | Einzelheiten | Position | Fläche Hektar | Datum        |
| ------------------------------------------------------- | ---- | ----------- | ------------ | -------- | ------------- | ------------ |
| Felsblockgruppe aus Buntsandstein (Alte Keller)         | BW   | 82150470005 | Marxzell     | ⊙        | 0,0           | 9. März 1987 |
| Felsblockhütte aus Buntsandstein (Kieferhütte)          | BW   | 82150470004 | Marxzell     | ⊙        | 0,0           | 9. März 1987 |
| Linde beim Wirtshaus „Linde“                            | BW   | 82150470007 | Marxzell     | ⊙        | 0,0           | 9. März 1987 |
| 2 Eichen, 13 Edelkastanien (Baumgruppe Läger)           | BW   | 82150470006 | Marxzell     | ⊙        | 0,0           | 9. März 1987 |
| 2 Linden am Bildstock                                   | BW   | 82150470001 | Marxzell     | ⊙        | 0,0           | 9. März 1987 |
| 2 Linden am Mezlinschwander Hof                         | BW   | 82150470003 | Marxzell     | ⊙        | 0,0           | 9. März 1987 |
| 22 Linden beim großen Bildstock am Metzlinschwander Hof |      | 82150470002 | Marxzell     | ⊙        | 0,0           | 9. März 1987 |
| Legende für Naturdenkmal                                |      |             |              |          |               |              |